# Spielbergalm
Die Spielbergalm ist ein Erholungsgebiet in Gaißau in der Gemeinde Krispl im Salzburger Land in Österreich.

## Umgebung
Die Spielbergalm ist mit dem privaten Fahrzeugen über die gebührenpflichtige Spielbergalm-Mautstraße erreichbar. Für das Mountainbike sind Routen angelegt. Von Gaißau, von Vordersee und von Hintersee führen Wanderwege zur Alm. Von der Alm sind der Spielberg und das Wieserhörndl (Salzkammergut-Berge) zu Fuß erreichbar. Im Winter ist die Alm ein beliebtes Ziel von Skitourengehern.

## Skigebiet Gaißau-Hintersee
Die Spielbergalm liegt inmitten des Skigebiets Gaißau-Hintersee, das 2020 nach mehreren Jahren Stillstand wiedereröffnet. Die Skipisten dürfen nach Entrichtung der Parkgebühr auch für Skitouren genutzt werden.

### Liftanlagen
| Liftname                | Ort       |
| ----------------------- | --------- |
| 2-SL Spielbergalm       | Gaißau    |
| 3-SL Hintersee          | Hintersee |
| 4-SL Latschenalm        | Gaißau    |
| Spielbergalmlift        | Gaißau    |
| Spielbergalm Übungslift | Gaißau    |
| Wieserhörndllift        | Gaißau    |
| Kurvenlift              | Gaißau    |
| Anzenbergalmlift        | Hintersee |
| Anzenbergalm Übungslift | Hintersee |